# Павел (Предтеченский)
Архимандри́т Па́вел (в миру Пётр Предте́ченский; ?—1803) — архимандрит Переяславского Даниилова монастыря Русской православной церкви, педагог и ректор Владимирской духовной семинарии.

## Биография
О его мирской жизни сведений практически не сохранилось, известно лишь, что Пётр Предтеченский родился в Ярославской губернии и учился в Ярославской духовной семинарии, где, по окончании курса в 1781 году, состоял учителем греческого языка и риторики до 1786 года.
Принял 14 мая 1786 года монашеский постриг с именем Павел и был назначен строителем Троице-Сергиева Варницкого монастыря в Ростове, а затем — Петровского монастыря там же и Афанасьевского в Ярославле. В 1787—1788 уч. году он был учителем философии в Ярославской духовной семинарии, затем префектом Александро-Невской семинарии (1788—1789), а с декабря 1879 года, по прошению — преподавателем элоквенции в Тверской духовной семинарии.
В сентябре 1792 года он был определён проповедником в Славяно-греко-латинскую академию, с 23 июля 1795 года — префект академии.
С 9 августа 1797 года — архимандрит Переяславского Свято-Троицкого Даниилова монастыря, затем — ректор Владимирской духовной семинарии (1800—1803).
В 1795 году в Москве была напечатана его: «Речь на память усопшего о Господе князя Александра Ильича Касаткина-Ростовского, по случаю дня его рождения, сказанная в Перервинском монастыре, Московской Академии проповедником, иеромонахом Павлом». Ряд других его проповедей были напечатаны в «Ярославских епархиальных ведомостях» в 1892 году.
Умер в 1803 году. Похоронен в Переяславском Даниловом монастыре.